# Гати ал-Джибури
Гати ал-Джибури е български икономист и бивш зам.-министър на финансите от арабски произход.

## Биография
Роден на 11 февруари 1969 г. в семейството на иракчанин и българка. Брат на Марио ал-Джибури – бивш председател на Агенцията по туризъм.
Завършил Бристолския университет във Великобритания и Английския кралски институт на експерт-счетоводителите в Лондон.
Работил в KPMG UK – Лондон като одит мениджър. Участвал като ръководител на екип в разсрочване външния дълг на България. Бил е директор за инвестиции и финанси към LUKOIL Europe в Лондон, зам.-председател на Държавната агенция за енергетика,
председател на съвета на директорите на „Булгаргаз“, член на надзорния съвет на банка „Биохим“.
В правителството на НДСВ влиза като експерт през март 2002 г. Заместник-министър на финансите в правителството на Симеон Сакскобургготски (2002-2003). През 2003 г. подава оставка заради обвинения в корупция.